# 埃及國家男子排球隊
埃及國家男子排球隊是埃及的國家男子排球隊，是非洲地区的排球强队之一。非洲锦标赛的八次获胜者（1976年，1983年，2005年，2007年，2009年，2011年，2013年，2015年）。

## 外部連結
- Official website
- FIVB profile （页面存档备份，存于）